# Zlatka
Zlatka o también Švestka Zlatka es una variedad cultivar de ciruelo (Prunus domestica), de las denominadas ciruelas europeas.
Una variedad de ciruela que se creó en 1964 en el "Instituto de Fruticultura de Čačak", en Yugoslavia (hoy Serbia).
Las frutas tienen un tamaño de mediano de forma oblongo alargada, con la piel color amarilla recubierta de una ligerísima capa de pruina, y pulpa de un atractivo color amarillo, textura firme, jugo medio, y sabor dulce aromático.

## Sinonimia
- "Čačanská Zlatka",
- "Švestka Zlatka".

## Historia
'Zlatka' variedad de ciruela que se creó en 1964 en el "Instituto de Fruticultura de Čačak", Yugoslavia (hoy Serbia), mediante el cruce de Zholta butilkovidna'  como "Parental Madre" x el polen de 'Large Sugar Prune' como "Parental Padre". Fue creada por el equipo formado por el Dr. Dobrivoje Ogašanović, Dr. Slobodan Milenković y Dr. Svetlana A. Paunović.
A 'Zlatka' se la reconoció como nueva variedad nombrándola y entró en los circuitos comerciales en 2008. La variedad se utiliza ampliamente en la fruticultura comercial.
'Zlatka' Se usa comercialmente porque tiene un buen rendimiento y los frutos son fáciles de transportar, también es tolerante a la sharka (una infestación viral que conduce a la muerte de toda la planta).

## Características
'Zlatka' es un árbol de vigor bajo a medio con buena arquitectura de copa. La floración es a principios de abril y se caracteriza por una gran abundancia de floración. La fructificación comienza temprano y tiene un buen potencial de rendimiento.
'Zlatka' tiene una talla de tamaño medio, de forma ovalado, simétrico de apariencia atractiva, con un peso promedio de 23,70gr; epidermis tiene una piel moderadamente gruesa, firme, de color amarillo, con una ligera capa de pruina, con línea de sutura ligeramente pronunciada; pedúnculo de longitud corto, grueso, leñoso; pulpa de color amarillo atractivo, textura medianamente firme, jugoso, y sabor dulce aromático. Contiene en promedio un 15,60% de sólidos solubles.
Hueso separado, alargado, asimétrico, con el surco dorsal muy ancho y profundo, los laterales más superficiales, zona ventral poco sobresaliente, superficie rugosa.
Su tiempo de maduración varía según la región y las condiciones climáticas, madura más tardía que otras variedades obtenidas en el instituto, en la segunda y tercera decena del mes de agosto. Tienen un fácil transporte. Las frutas son aptas para el consumo y procesamiento en fresco.

## Usos
La temporada de maduración es media, ocurriendo en la segunda y tercera década de agosto. 'Zlatka' es la única variedad de ciruela con piel amarilla obtenida en el Instituto. Los frutos son aptos para diversos tipos de procesamiento, especialmente para la producción de compota y por su excelente calidad destinada también al consumo en fresco.

## Cultivo
Variedad cultivada principalmente en Serbia y Alemania. Una variedad de calidad superior.

## Características y precauciones
Tolerante al virus Plum pox (Sharka), no deja síntomas en las frutas.
La variedad 'Zlatka' es moderadamente sensible a la mancha roja de la hoja (Polystigma rubrum Pers.) y a la roya de la ciruela (Puccinia pruni-spinosae Diet.)